# Friedrich Saalfeld
Jakob Christoph Friedrich Saalfeld (* 20. August 1785 in Hannover; † 22. Dezember 1834 in Korb) war Staatswissenschaftler an der Universität Göttingen.

## Leben
Friedrich Saalfeld studierte ab 1803 an der Universität Göttingen Theologie und Philosophie und wurde dort 1807 in der philosophischen Fakultät promoviert; er habilitierte sich 1808 an der Universität Heidelberg, wechselte aber 1809 wieder als Privatdozent nach Göttingen. Dort wurde er 1811 zunächst außerordentlicher, 1823 ordentlicher Professor.
In seinen Vorlesungen beschäftigte sich Saalfeld ganz überwiegend mit neuerer Geschichte, Ökonomie und Staats- und Völkerrecht. Saalfeld war ein ungewöhnlich fleißiger Schriftsteller, der sich auch mit neuen oder wenig behandelten Themen auseinandersetzte, so der europäischen Kolonialgeschichte oder dem napoleonisch-französischen Staatsrecht.
Saalfeld wurde 1832 als Vertreter der Stadt Göttingen in den Landtag des Königreichs Hannover gewählt. Dort fiel er bald durch seine progressive politische Haltung auf: Er äußerte unverhohlene Sympathie für die Aktivisten der Göttinger Revolution. In der Konsequenz leiteten sowohl die Regierung in Hannover als auch die Universität Göttingen Ermittlungen gegen ihn ein, denen er sich durch eine frühzeitige Pensionierung entzog. Allerdings musste Saalfeld das Königreich Hannover verlassen, er wurde ausgewiesen.
Saalfeld ließ sich aufgrund von Beziehungen zum dortigen Hof in Hechingen nieder. Allerdings ging er aufgrund einer psychischen Erkrankung bei Albert Zeller in der Heilanstalt Winnental in Behandlung. Pläne, sich in Heidelberg niederzulassen, konnte er nicht verwirklichen. Er starb an einem Gehirnschlag in Korb im Remstal.

## Ausgewählte Werke
- Geschichte des portugiesischen Kolonialwesens in Ostindien. 1810
- Geschichte des holländischen Kolonialwesens. 2 Bände, 1812 und 1813
- Essai sur l’importance commerciale de trois villes libres anseatiques. 1810
- Allgemeine Geschichte der neuesten Zeit seit dem Anfange der französischen Revolution. 8 Teile in 4 Bänden, 1815–1821
- Geschichte Napoleon Buonapartes. 1815, 2 Bände, 1816 und 1817
- Geschichte der Universität Göttingen im Zeitraum 1788 bis 1820, Hannover 1820